# Плутонийтриродий
Плутонийтриродий — бинарное неорганическое соединение
родия и плутония
с формулой Rh3Pu,
кристаллы.

## Получение
- Сплавление стехиометрических количеств чистых веществ:

{\displaystyle {\mathsf {3Rh+Pu\ {\xrightarrow {1495^{o}C}}\ PuRh_{3}}}}

## Физические свойства
Плутонийтриродий образует кристаллы
кубической сингонии,
пространственная группа P m3m,
параметры ячейки a = 0,4009÷0,4040 нм, Z = 1,
структура типа тримедьзолота AuCu3
.
Соединение конгруэнтно плавится при температуре 1495°С .
При температуре ниже 6,6 К соединение переходит в антиферромагнитное состояние .